# Треццано-Роза
Треццано-Роза (італ. Trezzano Rosa) — муніципалітет в Італії, у регіоні Ломбардія,  метрополійне місто Мілан.
Треццано-Роза розташоване на відстані близько 480 км на північний захід від Рима, 27 км на північний схід від Мілана.
Населення — 5115 осіб (2014).
Щорічний фестиваль відбувається 4 травня. Покровитель — San Gottardo.

## Демографія
Населення за роками:

Станом на 1 січня 2023 року в муніципалітеті офіційно проживало 512 іноземців з 44 країн, серед них 202 громадяни країн Євросоюзу та 21 громадянин України.

## Сусідні муніципалітети
- Базіано
- Бузнаго
- Греццаго
- Поццо-д'Адда
- Рончелло
- Треццо-сулл'Адда